# Договор Адамса — Ониса
Договор Адамса — Они́са — международный договор, подписанный в Вашингтоне 22 февраля 1819 года между США и Испанией, о территориальном размежевании в Северной Америке. Договор зафиксировал передачу Флориды от Испании Соединённым Штатам и определил границу между США и испанской Мексикой.

## История вопроса
Соединённые Штаты давно пытались приобрести у Испании Флориду, но лишь в 1818 году в испанских колониях сложилась такая ситуация, что испанское правительство решило рассмотреть такую возможность. Испанская метрополия была истощена Войной на Полуострове, а в американских колониях Испании начались революции. Испанское правительство не желало делать дальнейших инвестиций во Флориду, и опасалось за границу между Соединёнными Штатами и испанской колонией Мексика. Во Флориде практически не было испанских государственных или военных структур, и семинолы свободно пересекали границу и грабили американские поселения.
В 1818 году, во время Первой семинольской войны, генерал Эндрю Джексон, преследуя семинолов на территории Испанской Флориды, захватил испанские форты Сен-маркс и Барранкас, которые, по его мнению, поддерживали рейды индейцев на американскую территорию. Испанцы попросили вмешаться британцев, но Великобритания отказалась участвовать в переговорах между Испанией и США. Некоторые члены кабинета Монро требовали немедленной отставки Джексона, однако госсекретарь Джон Куинси Адамс осознал, что действия Джексона дали Соединённым Штатам преимущество на переговорах, ясно продемонстрировав всем слабость Испании. Действуя с позиции силы, Адамс смог выторговать приемлемые для США условия договора.

## Подписание договора
Договор подписали в Вашингтоне 22 февраля 1819 года государственный секретарь США Джон Адамс и посол Испании в США Луис де Онис и Гонсалес-Вара. Два года ушло на обмен ратификациями, и 22 февраля 1821 года договор вступил в силу.

## Детали договора

### Флорида
В соответствии с договором Испания бесплатно передавала Соединённым Штатам Испанскую Флориду, а правительство США взяло на себя обязательство оплатить претензии американских граждан к испанскому правительству. Для урегулирования этого вопроса Вашингтон создал комиссию, которая с 1821 по 1824 годы собрала 1859 претензий, касающихся 720 инцидентов. По этим искам правительством было выплачено 5 454 545,13 долларов.

### Центральная и западная часть
Между США и Испанией существовали разногласия касательно трактовки приобретения Луизианы. Поначалу испанцы считали, что американцы приобрели лишь западный берег Миссисипи и город Новый Орлеан, в то время как американцы полагали, что в результате покупки приобрели земли к западу от Миссисипи вплоть до сердца Скалистых гор. Затем США ограничили свои претензии на западе рекой Сабин, в то время как Испания полагала более приемлемой границу по реке Арройо Хондо.
В результате переговоров было решено, что граница пройдёт по реке Сабин от её устья на север вверх по течению до 32-й параллели, от 32-й параллели на север до Ред-Ривер, по Ред-Ривер на запад до 100-го меридиана, по 100-му меридиану на север до реки Арканзас, по реке Арканзас вверх вплоть до её истока, от истока Арканзаса на север до 42-й параллели, и по 42-й параллели на запад до Тихого океана.

### Орегонский вопрос
Испанские претензии на Орегонскую землю восходили к папской булле Inter caetera 1493 года, отдававшей Испании все территории Северной Америки, и действиям Васко Нуньеса де Бальбоа, провозгласившего в 1513 году все земли, прилегающие к Тихому океану, владением Испанской короны. Чтобы подкрепить эти 250-летние притязания, в конце XVIII века испанцы установили торговые и военные посты на территории современной Британской Колумбии, а также устроили церемонию провозглашения испанского суверенитета на Аляске. По договору 1819 года Испания передала Соединённым Штатам все свои претензии на земли к северу от 42-й параллели.

## Последствия
Для Соединённых Штатов договор означал, что теперь они могут претендовать на территории к западу от Миссисипи вплоть до Тихого океана. Испания благодаря договору сохранила свои колонии в Техасе и создала буферную зону между владениями в Калифорнии и Нью-Мексико и территорией США.